# Itirapina
Itirapina este un oraș în São Paulo (SP), Brazilia.